# Hertog Jan Pilsener
Hertog Jan Pilsener is een Nederlands pilsbier.
Deze pils wordt, in tegenstelling tot de speciaalbieren van Hertog Jan, niet gebrouwen in de Hertog Jan Brouwerij te Arcen. Het wordt gebrouwen in een andere brouwerij van Anheuser-Busch InBev, namelijk Dommelsche Bierbrouwerij te Dommelen. Het is een goudblond bier met een alcoholpercentage van 5,1%.